# Czernichowo Dolne
Czernichowo Dolne (biał. Ніжняе Чэрніхава; ros. Нижнее Чернихово) – wieś na Białorusi, w obwodzie brzeskim, w rejonie baranowickim, w sielsowiecie Wolna.
Dawniej majątek ziemski będący własnością Hartinghów. W dwudziestoleciu międzywojennym leżał w Polsce, w województwie nowogródzkim, w powiecie baranowickim. Istniała tu gorzelnia.